# Ionel Averian
Ionel Averian es un deportista rumano que compitió en piragüismo en la modalidad de aguas tranquilas. Ganó diez medallas en el Campeonato Mundial de Piragüismo entre los años 1998 y 2002, y diez medallas en el Campeonato Europeo de Piragüismo entre los años 1999 y 2002.

## Palmarés internacional
| Campeonato Mundial | Campeonato Mundial | Campeonato Mundial | Campeonato Mundial |
| Año                | Lugar              | Medalla            | Evento             |
| ------------------ | ------------------ | ------------------ | ------------------ |
| 1998               | Szeged (Hungría)   | Medalla de plata   | C4 500 m           |
| 1999               | Milán (Italia)     | Medalla de bronce  | C4 200 m           |
| 1999               | Milán (Italia)     | Medalla de plata   | C4 500 m           |
| 1999               | Milán (Italia)     | Medalla de plata   | C4 1000 m          |
| 2001               | Poznań (Polonia)   | Medalla de plata   | C2 200 m           |
| 2001               | Poznań (Polonia)   | Medalla de oro     | C4 500 m           |
| 2001               | Poznań (Polonia)   | Medalla de bronce  | C4 1000 m          |
| 2002               | Sevilla (España)   | Medalla de bronce  | C2 200 m           |
| 2002               | Sevilla (España)   | Medalla de bronce  | C4 200 m           |
| 2002               | Sevilla (España)   | Medalla de oro     | C4 500 m           |
| Campeonato Europeo |                    |                    |                    |
| Año                | Lugar              | Medalla            | Evento             |
| 1999               | Zagreb (Croacia)   | Medalla de plata   | C2 200 m           |
| 1999               | Zagreb (Croacia)   | Medalla de plata   | C4 200 m           |
| 2000               | Poznań (Polonia)   | Medalla de plata   | C2 500 m           |
| 2000               | Poznań (Polonia)   | Medalla de plata   | C2 1000 m          |
| 2001               | Milán (Italia)     | Medalla de oro     | C2 200 m           |
| 2001               | Milán (Italia)     | Medalla de plata   | C4 200 m           |
| 2001               | Milán (Italia)     | Medalla de plata   | C4 500 m           |
| 2002               | Szeged (Hungría)   | Medalla de bronce  | C2 200 m           |
| 2002               | Szeged (Hungría)   | Medalla de bronce  | C4 500 m           |
| 2002               | Szeged (Hungría)   | Medalla de plata   | C4 1000 m          |